# British United Airways

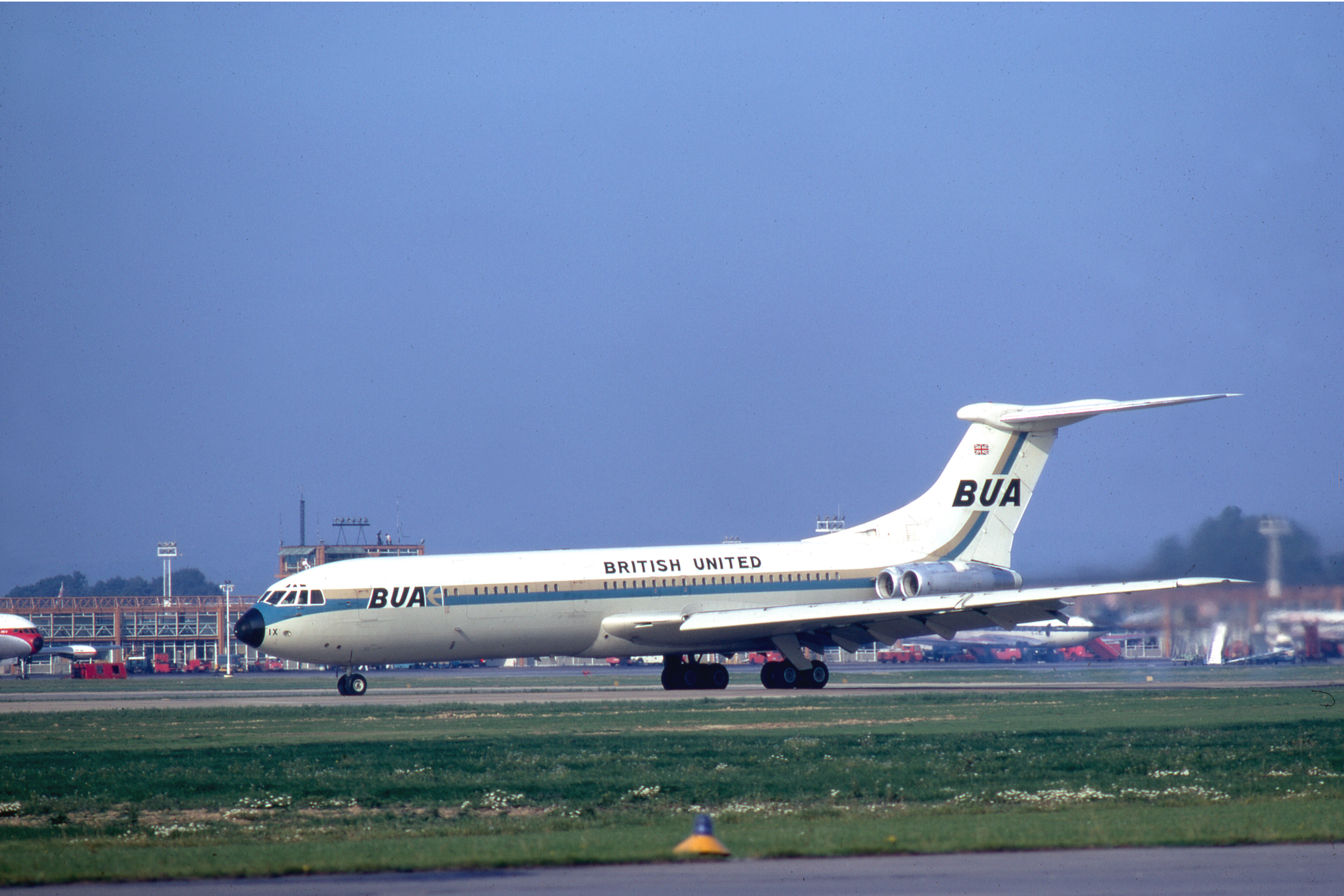
British United Vickers VC10, Gatwick 1969

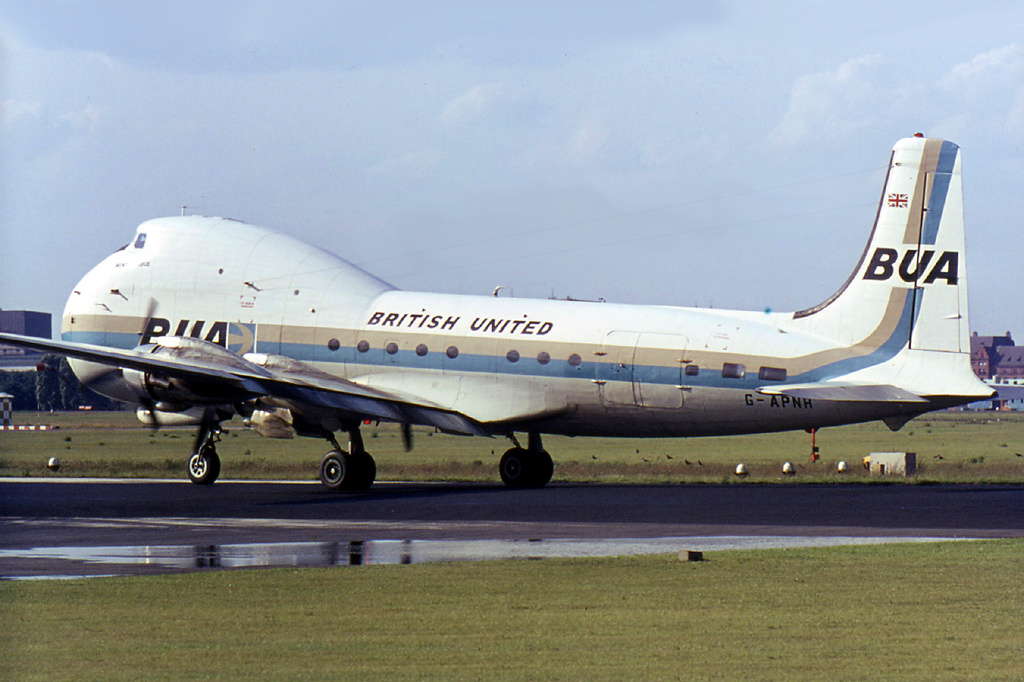
British United ATL-98 Carvair, Berlin-Tempelhof 1967

British United Airways, "BUA", var det största privata flygbolaget i Storbritannien som fanns under 1960-1970. BUA ingick i Caledonian Airways 30 november 1970. Man flög bland annat Vickers VC10. En person som hade stort inflytande på detta flygbolag var Sir Freddie Laker.

## Flotta
- Aviation Traders ATL-98 Carvair
- BAC 1-11
- Bristol Britannia
- Bristol 170 Freighter
- De Havilland Dove
- De Havilland Heron
- Douglas DC-3/C-47
- Douglas DC-4
- Douglas DC-6
- Handley Page Herald
- Handley Page Hermes
- Scottish Aviation Twin Pioneer
- Vickers VC10
- Vickers Viscount